# بانی ۵۹۴۷
سیارک ۵۹۴۷ (به انگلیسی: 5947 Bonnie، نامگذاری:1985FD) پنج هزار و نهصد و چهل و هفتمین سیارک کشف شده‌است که در ۲۱ مارس ۱۹۸۵ کشف شد.
قدر مطلق سیارک برابر ۱۲٫۵۰ است.